# Afonso Arinos de Melo Franco (Politiker)

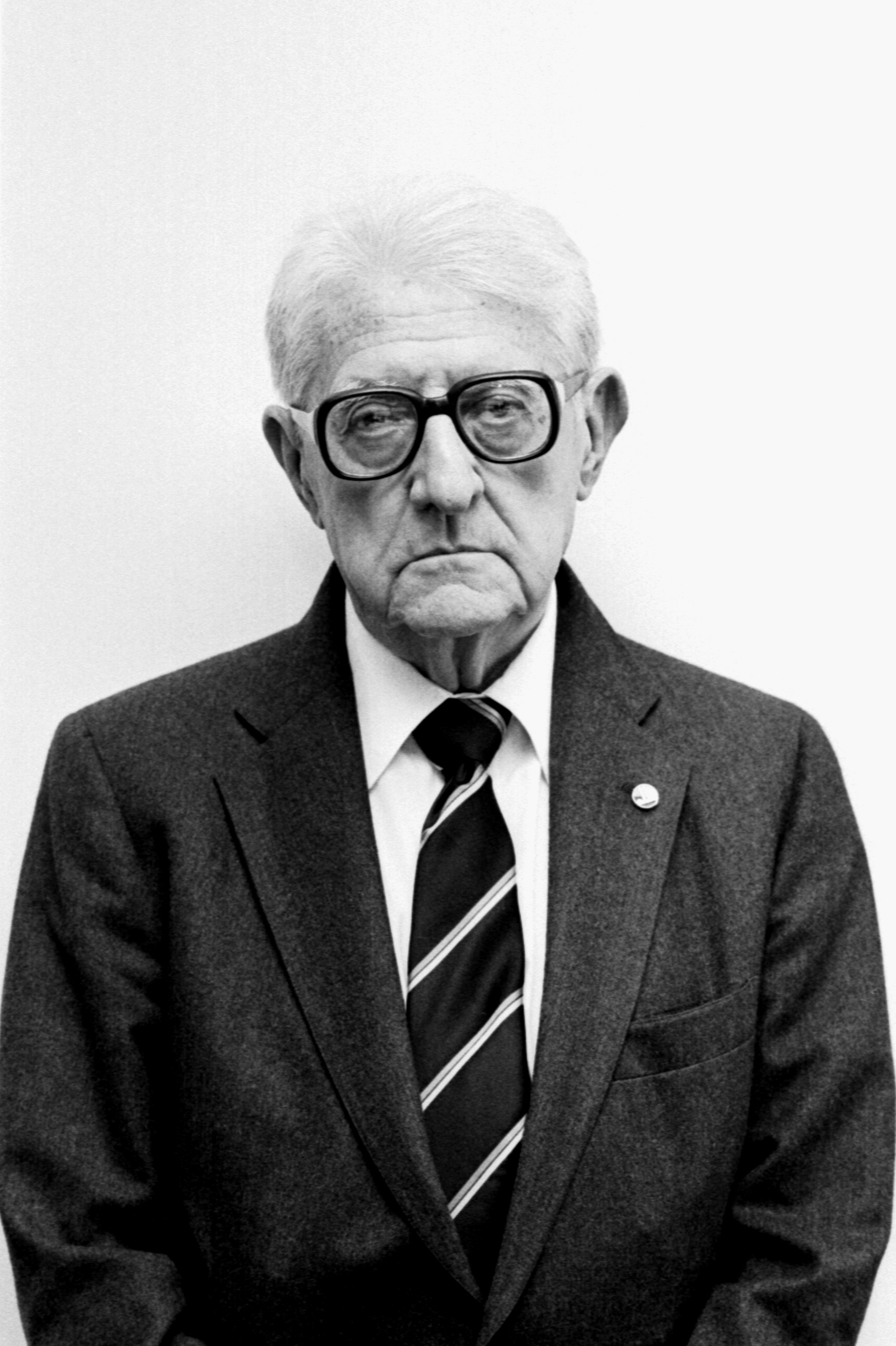
Afonso Arinos de Melo Franco

Afonso Arinos de Melo Franco (* 27. November 1905 in Belo Horizonte; † 27. August 1990 in Rio de Janeiro) war ein brasilianischer Rechtsanwalt, Politiker, Historiker, Lehrer, Essayist und Kritiker.

## Leben
Afonso Arinos de Melo Franco war der Sohn von Silvia Alvim und Afrânio de Melo Franco. Sein Vater Afrânio de Melo Franco und Virgílio de Melo Franco, der Vater des Schriftstellers Afonso Arinos de Melo Franco, waren Brüder. Er heiratete Ana Guilhermina Rodrigues Alves Pereira, eine Enkelin von Francisco de Paula Rodrigues Alves.
Von 1947 bis 1958 saß er für Minas Gerais als Bundesabgeordneter im Nationalkongress. Zwischen Januar und August 1961 sowie von Juli bis September 1962 war er brasilianischer Außenminister unter dem Präsidenten Jânio Quadros.
1951 entwarf er einen Gesetzestext gegen Rassendiskriminierung. Er wurde am 23. Januar 1958 auf den 25. Sitz der brasilianischen Akademie der Literatur gewählt.
1961 wurde er zum außerordentlichen Gesandten ernannt, 1962 nahm er am zweiten vatikanischen Konzil teil, 1963 leitete er die brasilianische Delegation zur Genfer Abrüstungskonferenz.